# Sanjuaneño 1111 (pera)
Sanjuaneño 1111, es el nombre de una variedad cultivar de pera europea Pyrus communis. Esta pera está cultivada en la colección de la Estación Experimental Aula Dei (Zaragoza). Esta pera también está cultivada en diversos viveros entre ellos algunos dedicados a conservación de árboles frutales en peligro de desaparición. Esta pera variedad muy antigua es originaria de España, en Puente Genil, Córdoba (comunidad autónoma de Andalucía), y tuvo su mejor época de cultivo comercial antes de la década de 1960, y actualmente en menor medida aún se encuentra.

## Historia
En España 'Sanjuaneño 1111' está considerada incluida en las variedades locales autóctonas muy antiguas, cuyo cultivo se centraba en comarcas muy definidas. Se caracterizaban por su buena adaptación a sus ecosistemas y podrían tener interés genético en virtud de su adaptación. Se encontraban diseminadas por todas las regiones fruteras españolas, aunque eran especialmente frecuentes en la España húmeda. Estas se podían clasificar en dos subgrupos: de mesa y de cocina (aunque algunas tenían aptitud mixta).
'Sanjuaneño 1111' es una variedad clasificada como de mesa, se utiliza también en la cocina, difundido su cultivo en el pasado por los viveros comerciales y cuyo cultivo en la actualidad se ha reducido a huertos familiares y jardines privados.

## Características
El peral de la variedad 'Sanjuaneño 1111' tiene un vigor medio; florece a finales de abril; tubo del cáliz en forma de embudo poco profundo con conducto corto, la base de los estambres está, a veces, coloreada de rojo carmín.
La variedad de pera 'Sanjuaneño 1111' tiene un fruto de tamaño pequeño; forma turbinada o turbinada corta, cuello generalmente poco acusado,  asimétrica, con el contorno irregularmente redondeado; piel lisa,fina, brillante; color de fondo amarillo verdoso o pajizo, sin chapa o con ligera chapa sonrosada poco extensa, presenta un punteado muy abundante, muy menudo, amarillento con aureola verde, "russeting" (pardeamiento áspero superficial que presentan algunas variedades) débil; pedúnculo de longitud mediano o largo, de un grosor fino, ensanchado en su extremo sin llegar a formar maza, también ensanchado en la base donde se forman protuberancias o anillos carnosos. Color verde amarillento, a veces parcialmente ruginoso-"russeting", recto o ligeramente curvo, implantado oblicuo, a veces como prolongación del fruto, cavidad peduncular no tiene; cavidad calicina nula o muy superficial, en este caso contorno ligeramente ondulado; ojo grande, abierto. Sépalos generalmente extendidos, rara vez cóncavos en la base y con las puntas retorcidas, a veces con ligeras protuberancias carnosas entre la base de los sépalos.
Carne de color blanco crema; textura firme, crujiente, jugosa; sabor poco dulce, y sin aroma, refrescante, mediana; corazón pequeño, redondeado. Eje en forma de cono invertido, abierto de interior lanoso. Celdillas amplias y cortas, divergentes. Semillas de tamaño pequeñas, elíptico-redondeadas, cara interior plana, con el color oscuro, no uniforme.
La pera 'Sanjuaneño 1111' tiene una maduración durante la última semana de junio y la primera de julio (en E. E. Aula Dei de Zaragoza). Aguanta en buenas condiciones un mes de almacenamiento en un ambiente refrigerado. Se usa como pera de mesa fresca, y en cocina.